# Soldadura ultrasònica

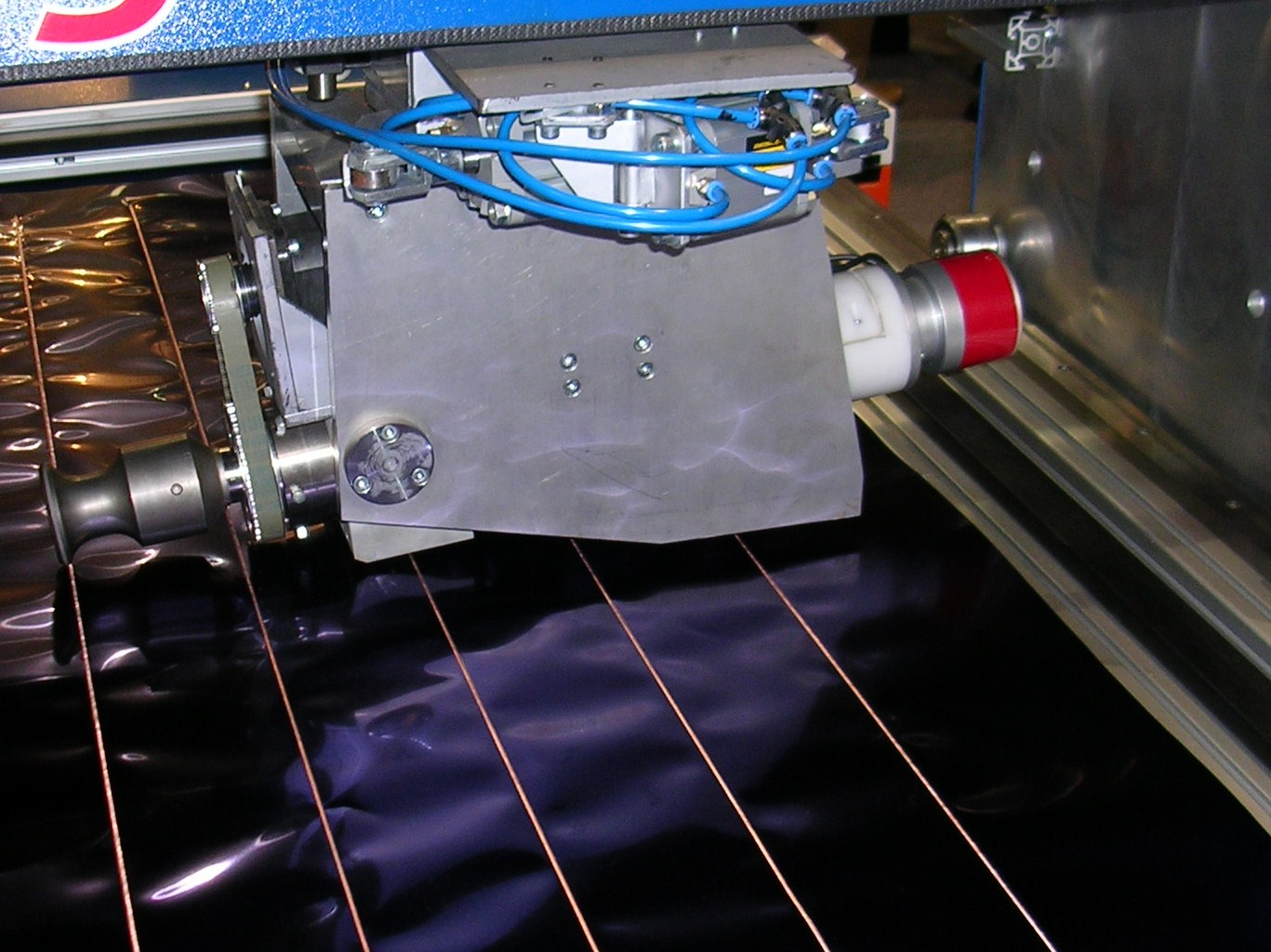
soldadura ultrasònica de primes làmines metàl·liques. El sonòtrode es gira al llarg de la costura de la soldadura.

La soldadura ultrasònica és un procés relativament nou. Consisteix en una màquina amb punta de base plana, es col·loquen els materials un sobre l'altre i després es baixa la punta de la màquina, aquesta emet una ona ultrasònica que mou les molècules d'ambdós materials provocant que aquestes es fonguin. Els paràmetres han de ser ajustats cada vegada que s'altera en gruix de paret dels materials a fondre. Un exemple del seu ús en la indústria és la de soldar cables a terminals.
Les peces a soldar no s'escalfen fins al punt de fusió, sinó que es solden mitjançant l'aplicació de pressió i vibracions mecàniques d'alta freqüència.
En contrast amb la soldadura de plàstics, les vibracions mecàniques usades durant la soldadura ultrasònica de metalls s'introdueixen en sentit horitzontal.

## Principi de la soldadura ultrasònica de metalls
Durant la soldadura ultrasònica de metalls, un procés complex que es activa participació de les forces estàtiques, forces de cisallament oscil·lant i un augment de la temperatura moderada en l'àrea de soldadura. La magnitud d'aquests factors depèn del gruix de les peces, la seva estructura de superfície, i les seves propietats mecàniques.
Les peces es col·loquen entre un element de la màquina fixa, és a dir, l'enclusa i el sonotrodo, que oscil horitzontalment durant el procés de soldadura a alta freqüència (normalment 20 o 35 o 40 kHz)
La freqüència d'oscil lació més comunament utilitzada (freqüència de treball) és de 20 kHz. Aquesta freqüència és superior a les audibles per l'oïda humana i també permet el millor ús possible de l'energia. Per als processos de soldadura que requereixen només una petita quantitat d'energia, una freqüència de treball de 35 o 40 kHz pot ser utilitzada.

### Usos
- Automòbil
- Connectors i filtres hospitalaris, extractors de varius.
- Inserts metàl·lics post-injecció
- Unió de làmines termoplàstiques de baixa visibilitat i alta resistència.
- Turbines per a bombes de fluids.
- Unions estanques i d'alta resistència.
- Incrustació de metalls sobre termoplàstics.
- Cintes d'alta resistència i eslingues.